# Brzeźnica (powiat Wadowicki)
Brzeźnica is een dorp in de Poolse woiwodschap Klein-Polen. De plaats maakt deel uit van de gemeente Brzeźnica (powiat Wadowicki) en telt 1200 inwoners.